# 小行星3631
小行星3631（英語：3631 Sigyn）是一颗围绕太阳公转的小行星。1987年1月25日，艾瑞克·怀特·埃尔斯特在拉西拉天文台发现了此天体。
这颗小行星的绝对星等为156.66261等。